# Andrzej (Borkowski)
Andrzej (světským jménem: Andrzej Borkowski; * 6. října 1974, Bělostok) je polský duchovní Polské pravoslavné církve, biskup supraślský a vikář bělostocko-gdaňské eparchie.

## Život
Narodil se 6. října 1974 v Bělostoku.
Studoval na Varšavském pravoslavném duchovním semináři. Dne 8. června 1993 vstoupil do Supraślského monastýru, kde byl 29. července 1995 postřižen na rjasofora a následující den arcibiskupem bělostockým Sawou (Hrycuniakem) rukopoložen na jerodiákona. Od roku 1996 studoval na Křesťanské teologické akademii ve Varšavě.
Dne 10. září 1998 byl postřižen do malé schimy se jménem Andrzej na počest svatého Ondřeje Krétského. O dva dny později byl rukopoložen na jeromonacha. Od roku 1999 byl ředitelem archivu varšavské metropole. Dne 3. dubna 2000 byl povýšen na igumena.
Absolvoval studium na Athénské univerzitě, kde 5. března 2009 získal titul doktor teologie. Od roku 2008 byl referentem a sekretářem lublinské eparchie.
Dne 23. listopadu 2010 byl jmenován dočasným představeným Supraślského monastýru a 24. září 2011 jejím řádným představeným. Dne 20. března 2012 byl povýšen na archimandritu a od stejného roku přednášel na katedře teologie Bělostocké univerzity.
Dne 24. srpna 2017 byl Svatým synodem zvolen biskupem supraślským a vikářem bělostocko-gdaňské eparchie. Biskupská chirotonie proběhla 27. září v chrámu svatého Mikuláše v Bělostoku. Hlavním světitelem byl metropolita varšavský a celého Polska Sáva.